# 흥성
흥성(興聖, 929년 6월 ~ 930년)은 대의녕(大義寧) 숙공제(肅恭帝) 양간정(楊干貞)의 연호이다.

## 연대 대조표
| 흥성       | 원년       | 2년        |
| 서기(西紀) | 929년      | 930년      |
| 간지(干支) | 기축(己丑) | 경인(庚寅) |

## 동시대 연호
| 이전 연호 대천흥 존성(尊聖) | 중국의 연호 대의녕(大義寧) | 다음 연호 대명(大明) |